# ヴァンダルハーツ〜失われた古代文明〜
『ヴァンダルハーツ〜失われた古代文明〜』（ヴァンダルハーツ うしなわれたこだいぶんめい）は、コナミ（現、コナミデジタルエンタテインメント）が1996年10月25日が発売したプレイステーションおよびセガサターン用シミュレーションRPG。ナレーションは家弓家正、テーマソングはヤドランカが担当。
1999年7月8日に続編の『ヴァンダルハーツ2〜天上の門〜』が発売。2010年1月にシリーズ3作目にあたる『ヴァンダルハーツ Flames of Judgment』がダウンロード専用ソフトとしてPlaystation 3およびXbox 360で発売された。

## ゲームシステム
ゲームは、舞台となるイシュタリア諸国が描かれたマクロマップに配された各拠点を移動し、指定された戦闘マップをこなすことで進行する。ゲーム進行に直接関係する戦闘マップでは主人公アッシュが半強制的に出撃、アッシュが死亡するとゲームオーバーになる。基本的にほぼ全ての戦闘マップでアッシュの死亡はゲームオーバーとなっているが、ゲーム中盤にふたつのみキースの死亡がゲームオーバー条件となっている戦闘マップが存在しており、このマップではアッシュは撃破されても例外的に退却扱いとなりゲームオーバーにはならない。
戦闘シーンは3Dポリゴンの立法系ヘクスに2Dキャラクターを配置する形で構成されており、三次元的表現がなされたフィールドになっている。戦闘は先行と後攻に分かれたターンバトル。ターン中でも隣接して攻撃して敵ヒットポイントが残っていた場合、しかるべき反撃を受ける。なお遠隔攻撃（魔法や弓・投てきなど）は該当せず、またこれらは敵から味方でも同様の事が言える。ストーリーの進行により仲間のキャラクターが増えたり、また減る事もある。各キャラクターには特有のクラスがあり、またレベルやストーリーの進行度合いに伴い、より上位のクラスへのチェンジも可能。基幹となるクラスは戦士、飛兵、弓兵（or投）、武道家、重戦士、魔法使い（or聖）の6種類で、それぞれ得手・不得手のクラスが存在し、戦士・武道家は弓兵に強く、弓兵は飛兵に強く、飛兵は戦士・武道家に強い。これら四種類のタイプを兵士系としてまとめ、兵士系に対して有利なのが重戦士（アーマーナイト）。重戦士に強いのが魔法使い系、魔法使い系に強いのが兵士系と小さな三すくみに大きな三すくみを重ねた形になっている。

## ストーリー
サステガリア大陸、中央部に広がる肥沃な地域は、古の救世主トロアの末裔である神聖アッシャー王朝によって、千余年もの間統治されてきた。未来永劫続くかと思われた王国の繁栄のなかで、王侯貴族達は徐々に退廃的な享楽へと身を沈め、かつて神聖視されたトロアの教えもいつしか忘れ去られていった。この世紀末的状況に於いて、圧政に苦しむ民衆は賢者アレスの指導の下解放軍を組織し、王国に叛旗をひるがえす。後世、革命戦争と呼ばれる内乱の勃発である。対する王国軍の反抗の苛烈をきわめたが、知略に長けた賢者アレスと、不退転の意志を持って前進する解放軍の前に敗走を重ね、ついに崩壊の憂き目を見る。その後、勝利した革命軍によって、議会制を柱とした大陸初の共和制国家「イシュタリア」が誕生した。だが、新政府盟主の座を嘱望された賢者アレスは戦後いずこへか姿を消し、その消息は今日に至るも定かではない。そして15年後、新たな動乱の影がイシュタリアをつつみこもうとしていた。

## 登場キャラクター

### プレイヤーキャラクター
アッシュ・ランバート
基本クラス=ヒーロー
主人公。24歳。イシュタリア警備兵団第16小隊を率いる兵士で、「黒い疾風」の異名をとる剣の達人。個人的武力もさることながら類稀なる統率力で部隊をまとめ上げ、上役からの信任もあつい。
基本的にまじめで実直な熱血漢だが、戦場以外の場所では思いのほか温和で人好きのする性格。思いやりに満ちた心は決して恨み辛みで相手を傷つける事を好まない。オカリナを吹くのが得意で常に肌身離さず持ち歩いている。
裏切り者の息子として周囲からさげすまれる幼年時代を送ったため、祖国への忠誠心を何よりも大事にしている。その一方、テロが多発し、汚職が横行する現在に疑問も感じている。
ある秘密任務を命じられたことがきっかけで、旧王朝の秘宝を巡る巨大な陰謀に巻き込まれていく。
ホセ・カルパス
基本クラス=アーチャー
警備兵団のメンバー。21歳。アッシュの部下。無類の女好きでお調子者だが、戦闘で張り詰めた仲間の気持ちをジョークで和ませるムードメーカーである。実は大商人リズモン家の跡取り息子だが、家庭を顧みない父親に反発して家を出て、母親の姓を名乗っている。
キース・バルドー
基本クラス=ソルジャー
イシュタリア警備兵団第16小隊のメンバー。27歳。アッシュの部下。剛勇無双の巨漢。常に冷静沈着で、状況を的確に分析しては仲間に忠告を与えている。
過去に自分が捜査した密輸事件の犯人に恋人が殺されており、心の傷になっている。
エリナ・ソーン
基本クラス=メイジ
並外れた魔法の才能をもった少女。19歳。
革命戦争時に戦場をさまよっているのをベラスコ将軍に拾われ、養女となった。当時、強い精神的ショックにより記憶を失っており、「エリナ」の名もベラスコ将軍につけられた。
行方不明になった父を探すため、アッシュ達と行動をともにするようになる。
ホルクス・ターナー
基本クラス=ヒーラー
エリナの教育係として、幼いころよりエリナの面倒を見てきた老人。65歳。戦いは苦手だが、エリナに振り回されるかたちで一行に加わる。
保守的な性格で、伝統や格式を重んじる。行儀作法にやかましいがエリナを実の孫のように思っている。老体ゆえ力勝負は苦手だが極めつけのインテリで回復魔法に秀で、部隊の命綱。ゲニウスとは幼い頃からのケンカ友達。
リーン・シヴァ
基本クラス=アーチャー
旅の女傭兵。22歳。苦戦するアッシュたちに助太刀し、以後行動を共にする。
元は貴族の娘だったが、革命戦争で家族を殺されており、人を信じられなくなっている。
実はドルフの送り込んだスパイで、アッシュ達の行動を逐一報告していたが、最後にはアッシュ達の下へ戻っている。
ラドー・マークス
基本クラス=ソルジャー
屈強な船乗り。26歳。無頼人を気取っているが、実は義理人情にあつい熱血漢。
海賊レッドラムに仲間が殺され、酒におぼれた日々を送っていたが、アッシュ達との出会いを機に再び立ち上がる。
実は海賊レッドラムは実の弟であり、仲間を殺された怒りもあるが、弟を殺すわけにもいかず悩みに悩んでいたが、最終的に自身の手で決着を付ける。
ドルメン・ガラン
基本クラス=ソルジャー
イシュタリア国防省の軍人で、ギルバレス島調査隊ではベラスコ将軍の副官を勤める。41歳。なし崩し的にアッシュらと合流・事実上のメンバーとなる。
実直な性格で部下の面倒見もよく信頼も厚い高潔な武人。アッシュより軍階級はかなり上と思われるが、アッシュをリーダーとして尊重し、またアッシュ自身も彼を尊敬し、時折相談相手になってもらっている。
アモン・ミゲル
基本クラス=アーチャー
ドルメンの部下として部隊に赴任した新兵。18歳。
ギルバレス島で魔物の軍勢に襲われていた所をアッシュの部隊に救われ、その後ドルメンともども仲間となる。気弱で大人しく、やや頼りない性格。幼馴染のサリアに気がある。
サリア・ラーナ
基本クラス=ヒーラー
アモンと同じくドルメンの部下として部隊に赴任した衛生要員。17歳。
ドルメン、アモンと共にアッシュの部隊に入る事になる。アモンとは対照的に勝気な性格で、恋人探しという動機で軍に入った。
幼馴染で同僚のアモンに対しては顔をあわせるたび辛らつな言動が目立つが、内心では憎からず想っている。
サムデラ・ルース
基本クラス=メイジ
時空の狭間に飛ばされたアッシュの前に現れ、現世への脱出に手を貸した謎の魔道士。49歳。
本名はサムデラ・ルース・ラスタベリで、後世に語り伝えられていた伝説的な魔法使いだったが、弟子だったガモーの裏切りに遭い時空の狭間に飛ばされた過去を持つ。
その時のショックで魔力のほとんど失ってしまったが知識は健在で、古代の因縁が深く絡む本作では参考となるアドバイスも多い。
ゲニウス・シュタインホフ
基本クラス=アーチャー
機械工房の親方で、飛兵の機械翼（きかいよく）を発明した人物。66歳。
帝国に捕縛されたキースが刑務所内で出会った男で、実は元帝国で機械翼（ホークナイトが装備している物）を開発した天才技術者。
キース達の刑務所脱走に便乗し仲間となる。職人気質で口が悪い。ホルクスとは同郷育ちの幼馴染みでよく口喧嘩をする。

### その他のキャラクター
ヘル・シュバイツ
イシュタリア国防省長官。57歳。
タカ派的政策を取る強硬な野心家でドルフと共に策謀を巡らし、後にイシュタリアを一党独裁の軍事国家に変え、皇帝として君臨した。
裁定の炎を帝国のシンボルにしようとしていたが、ドルフの裏切りで命を落とす。
悪人ではあるが、自身の業の深さを気にする良心もある。イシュタリアを支配した動機そのものも腐敗しきった国を自分なりに救うことであり、裁定の炎をシンボルにしようとしたのもそのための手段を求めたからであった。
ケイン・シュバイツ
イシュタリア国防省の特殊部隊クリムゾン総隊長。ヘルの息子。25歳。
アッシュとは兵学校が同じで、アッシュの顔を見るなり何かにつけ嫌味を垂らし、何事にも流血を伴う手段をむしろ好んで選ぼうする冷酷かつ陰険な性格。人間性に極めて問題があるが実力は本物で、親しい者たちへの思いやりの強さもあってクリムゾン隊の結束は堅い。
アッシュのことは見下している一方で侮ってはいなかったらしく、他の仲間達がアッシュ達を侮る中で、仲間の一人が部隊ごとアッシュ達に敗死した件を持ち出して強く諫めてもいた。
戦えども戦えども、見下しているはずのアッシュに及ばない現実から、最後はガモーの呪法によって暗黒騎士と化し、アッシュとの死闘に臨んだ。敗北後もアッシュへの憎しみと嫉妬心をそのままに、怨嗟の言葉を最後の最後までぶちまけつつ闇へと消えていった。
ドルフ・クワイヤー
イシュタリア共和国議会の新進議員。31歳。
保守的かつ癒着と腐敗の進んだ現イシュタリアの改革を掲げて若手政治家としては頭抜けた人気を誇るが、水面下ではヘルと内通、アッシュ達を騙してイシュタリア帝国建国の為の布石を打った狡猾な策士で、魔人化したベラスコと互角の魔力を持つ極めて優秀な魔道士でもある。
実は現イシュタリア共和国建国の際の権力抗争で殺されたアレスの息子で、その事実を闇に葬ったイシュタリア国の存在そのものを裁定の炎で滅ぼそうとした。
事実上の本作のラストボスである。アッシュに敗北しても怨念は消えず、最期の最期までイシュタリア滅亡を諦めなかった。
ガモー・ザッシュ
ドルフの右腕として暗躍する暗黒魔道士。
かつてはサムデラの弟子だったが、彼を裏切って陥れようとした際に時空の歪みに飲まれこの時代に流れ着いた。ドルフに裁定の炎の事を教えた張本人。サムデラに執着し、サムデラを超えんとその一心で外道に堕ちる。
裁定の炎の力をその目で見るため、幾度となくアッシュ達の前に立ちふさがり妨害工作を行う。
ベラスコ・ソーン
イシュタリア国防軍将軍でエリナの養父。
一介の農家の生まれながら腐敗したアッシャー王朝との戦いで大活躍した事から英雄と称えられている。
しかし、ヘルとドルフの陰謀に巻き込まれ、ギルバレス島の遺跡調査にて裁定の炎の結晶である魔石に触れた事で凶悪な魔人と化してしまう。
その後アッシュ達に救われるが、ドルフとの戦いで時空の狭間に飛ばされ、そこで静かに息を引き取った。
クルス・リズモン
貿易都市ケラチの大商人。幼き頃、貧しさのせいで弟がただの風邪で病死した辛い経験から、「金で救える命もあるはず」との信念を以て必死に働いて成り上がった。しかし、それが行き過ぎてしまったことで家庭を顧みれなくなってしまい、妻の死をきっかけに息子に去られてしまう。その息子とは実はホセである。ガモーと結託しており、ホセだけは助命するのを条件に協力したのだが、反故にされたことへの報復として作戦を台無しにする。これに逆切れしたガモーに重傷を負わされてしまうも一命を取り留め、守銭奴に成り下がるに至った辛い過去をホセに吐露。これが切っ掛けで和解できた。
クラウス・ベックナー
イシュタリア護民庁直轄のイシュタリア警備兵団団長。
アッシュ達の上官として彼らの指揮を担い、イシュタリア帝国政権下ではレジスタンス勢力のパイプ役として活躍。
長い軍務経験から前革命戦争にも従軍した過去があるが、その後の新政権樹立の裏で巻き起こる陰謀によって、親友のウルを結果的に殺してしまった負い目があった。
ヴァンダルハーツの影響で自身の暗黒面が発露・凶暴化したアッシュを止めようと身を挺して立ちはだかり、そして斬り付けられるが一命は取り留め、ウルの死の真相を話した。
ウル・ランバート
旧革命軍の戦士でアッシュの実の父。
反乱軍内の諍いで殺されそうになったアレスをただ一人庇っていたが、アレスを裏切り者と誤解したクラウスによって殺された。
彼自身はアッシャー王朝貴族と通じていた裏切り者として死んだと公表され、アッシュは辛い少年時代を送る事になる。
賢者アレス
腐敗したアッシャー王朝にレジスタンスを率いて戦いを挑み、見事勝利を勝ち取った反乱軍の指導者。
しかし、戦乱終結後に彼の隆盛を快く思わぬ勢力の企てから濡れ衣を着せられ、旧アッシャー王朝と繋がる裏切り者として秘かに拘束、殺害された。
この事実は揉み消され、対外的には行方不明となったが、後に彼の息子であるドルフが真実に気付き、そして薄汚れた欲望で父親を殺した連中とその社会への復讐、ひいてはイシュタリアそのものの破滅という、絶望と虚無と狂気の野望を抱く原因となる。

## プレイヤーキャラクターのクラス

### 戦士系
剣による物理攻撃を得意とするクラス。パラメータ画面などでは「戦」と表記される。隠しクラスであるヴァンダリアンのみ、パラメータ画面などには「神」と表記される。基本的にHPが高く移動力もそれなりで、攻撃面では弓兵に対しては攻守共に強く、物理防御力も高めでHPの高さゆえに攻撃魔法に対する耐性もそこそこだが、飛兵の攻撃には非常に弱い。
ヒーロー
該当キャラ=アッシュ
主人公アッシュの初期クラスであり、アッシュ専用のクラスでもある。
他の戦士系と異なり多少の魔法を使うことが可能で、主人公らしい攻守のバランスのとれたクラスである。
しかし使える魔法は多くなく、使い勝手も今ひとつなものが多いため、基本は物理攻撃がメインである。
ハイマスター
該当キャラ=アッシュ
アッシュ専用。アッシュがヒーローからクラスチェンジするとなることができる。
ヒーロー同様に攻守のバランスに優れ、覚える魔法も多少強力なものになるが、基本は物理攻撃である。
フェダーイン
該当キャラ=アッシュ
アッシュ専用。アッシュがハイマスターからクラスチェンジするとなることができる。
魔法も強力なものを習得できるが、ハイマスターの頃のものに比べ使い勝手でやや劣る。
反面、パラメータはハイマスター時よりもさらに強化されるため、常に前線で活躍させることが可能。
ソルジャー
該当キャラ=キース、ラドー、ドルメン
アッシュ以外の戦士系の基本クラスであり、典型的な戦士タイプのクラス。
攻撃手段は物理攻撃のみで魔法は一切覚えない（これは後のナイト、ソードマスターも同様）。
反面、攻守のバランスや移動力などの面でそつがなく、攻撃の中核を担うクラスである。
ナイト
該当キャラ=キース、ラドー、ドルメン
ソルジャーの上級職。ソルジャー同様魔法は一切覚えない。
ソルジャーよりもパラメータが強化され、移動力も増える。
ソードマスター
該当キャラ=キース、ラドー、ドルメン
アッシュ以外の戦士系の最上級職。
ナイトからパラメータがさらに強化されるが、魔法を覚えないところは同じ。

### 弓兵系
弓による間接攻撃を得意とするクラス。パラメータ画面などでは「弓」と表記される。マスを飛び越えて間接攻撃が可能なクラスであり、離れた場所にいる敵に対しても攻撃が可能な点が最大の特徴。反面、戦士系に比べて攻撃力は低く、物理的な攻撃に対する防御力も低いため敵の（特に戦士系の）攻撃には弱い。また、魔法は一切覚えず、敵の攻撃魔法に対する耐性も並程度。
アーチャー
該当キャラ=ホセ、リーン、アモン、ゲニウス
弓兵系の基本クラスであり、上記該当キャラの初期クラスでもある。
弓による間接攻撃が最大の特徴で、自分の居るマスから十字に最大4マス離れた所まで攻撃が可能。ただし、段差や斜面など敵との高低差がある場所では射程の長さが増減する。これは後の上級職でも同じ。
弓兵系の中でこのクラスのみ、武器は洋弓を用いる。
スナイパー
該当キャラ=ホセ、リーン、アモン、ゲニウス
クロスボウを装備した、アーチャーの上級職。アーチャーよりもパラメータが強化される。
弓の射程が最大6マスに伸び、さらに遠距離の敵を狙うことが出来る。
エースガンナー
該当キャラ=ホセ、リーン、アモン、ゲニウス
スナイパーよりもさらに大型のクロスボウを装備した、弓兵系の最上級職。リーンのみ、矢を射出する機械のようなものを装備。
スナイパーからパラメータがさらに強化され、最大8マス離れた敵も攻撃可能になる。

### 魔法使い系
杖を持ち、魔法による攻撃を得意とするクラス。パラメータ画面などでは「魔」と表記される。物理攻撃力が低く、自身の物理攻撃に対する防御力もかなり低いが、反面強力な攻撃魔法や補助魔法を多数習得するため、魔法で多くの敵に一度に大きなダメージを与えることが可能。また、敵の魔法攻撃に対する防御力も高い。
メイジ
該当キャラ=エリナ、サムデラ
魔法使い系の基本クラスであり、上記該当キャラの初期クラスでもある。
覚える攻撃魔法はさほど強力ではないものの、戦力の整っていない序盤では強力なダメージソースとなりうる。
反面、かなり打たれ弱い。
ウィザード
該当キャラ=エリナ、サムデラ
メイジの上級職で、MPを中心にパラメータが強化される。
覚える魔法が強力なものになり、中でも「バスターエンブレム」は威力・攻撃範囲共に中盤ではトップクラスの性能を誇る。
ただし、打たれ弱さは相変わらずである。
スペルマスター
該当キャラ=エリナ、サムデラ
ウィザードよりもさらに高位の魔法使いで、魔法使い系の最上級職。
パラメータがさらに強化され、中でも召喚攻撃魔法「サラマンダー」は強力。
しかし打たれ弱さはあまり変わらず、強力な魔法の使いすぎによるMP不足の可能性もある。

### 聖職者系
杖を持ち、魔法による回復を得意とするクラス。パラメータ画面などでは「聖」と表記される。魔法使い系同様に物理攻撃力が低く、敵の物理攻撃にも弱いものの、便利な回復魔法や補助魔法を多数習得するほか、わずかではあるが攻撃魔法も習得する。また、敵の魔法攻撃に対する防御力も高い。
ヒーラー
該当キャラ=ホルクス、サリア
聖職者系の基本クラスであり、上記該当キャラの初期クラス。
覚える回復魔法は基本的なものばかりだが、HPやステータス異常に対する回復手段に乏しい序盤は貴重な存在である。
魔法使い系同様かなり打たれ弱いため、敵の物理攻撃には注意が必要である。
ビショップ
該当キャラ=ホルクス、サリア
ヒーラーの上級職で、MPを中心にパラメータが強化される。
覚える回復魔法が強力になり、攻撃範囲・回復量共に増加し使いやすくなる。
また、ごくわずかではあるが聖なる力を用いた攻撃魔法も習得する。
メシア
該当キャラ=ホルクス、サリア
ビショップよりもさらに徳の高い聖職者で、聖職者系の最上級職。
マップ全体の味方の体力を回復可能な「テラヒーリング」を覚える他、ビショップ同様わずかに攻撃魔法も習得する。
相変わらず打たれ弱いが、スペルマスターよりかは多少防御力は上である。

### 重戦士系
斧を持ち、戦士系よりもさらに分厚い鎧に身を包んだ物理的な攻守に非常に優れたクラス。パラメータ画面などでは「甲」と表記される。魔法は一切覚えないが物理攻撃力と物理防御力が非常に高く、強力な攻撃役と堅牢な壁役の両方をこなすことが可能。反面、移動力の低さと魔法攻撃には滅法弱い点が弱点。
アーマー
該当キャラ=キース、ラドー、ドルメン
上記該当キャラがソルジャーからクラスチェンジする際、ナイトとの二択でなることが出来るクラス。
物理攻撃力と物理防御力が大幅にアップし、物理的な攻守の面ではナイトを大きく上回る。
反面、移動力が低く、アップダウンの激しいマップは苦手で、敵の魔法攻撃への耐性も低い。
ヘビーアーマー
該当キャラ=キース、ラドー、ドルメン
アーマーよりもさらに強固な鎧に身を固めた、重戦士系の最上級職。
物理攻撃力と物理防御力がさらにアップし、これらの点ではフェダーインにも劣らない。
移動力も多少は改善されるが鈍足な感は否めず、敵の魔法攻撃にも弱いままである。

### 飛兵系
槍を携え、背中に機械翼を装備した移動力に長けるクラス。パラメータ画面などでは「飛」と表記される。魔法は覚えないが全クラスの中で唯一飛行が可能なクラスで、地形を無視して移動が可能な点が最大の特徴。移動力も飛び抜けて高く、他のクラスが進入不可能な場所にも入り込むことが出来るため、遊撃や探索に向いている。隠しアイテムの中には、このクラスでしか行けない場所に隠されているものもある。反面、攻撃面や防御面は少々弱く、中でも弓兵の攻撃には非常に弱い。
ホークナイト
該当キャラ=ホセ、リーン、アモン、ゲニウス
上記該当キャラがアーチャーからクラスチェンジする際、スナイパーとの二択でなることが出来るクラス。
弓による間接攻撃はできなくなるものの、飛行が可能になり移動力は大幅に上がり、敵の後ろに回り込むなどの戦略もやりやすくなる。
しかしそれ以外のパラメータは秀でておらず、特に敵の弓兵の攻撃には大ダメージを負ってしまう。
スカイロード
該当キャラ=ホセ、リーン、アモン、ゲニウス
ホークナイトよりもさらに高性能な機械翼を装備した、飛兵系の最上級職。
移動力がさらに上がり、攻撃役の他に探索役としても使いやすくなる。
ただし、弓兵の攻撃に弱い点は相変わらず。

### 武道家系
戦闘用の鉤爪を装備した、どちらかと言えば軽戦士系のクラス。男女共に装備できる武器は鉤爪だけだが、女性キャラクターのゴッドハンドクラスのみマップ上の装備武器のグラフィックはトンファーになっている。パラメータ画面などでは「武」と表記される。攻守共にそこそこ優れ、移動力もそこそこで、ある程度の魔法も覚えて取り立てて苦手なクラスがないが、秀でた部分の無い器用貧乏なクラスであるとも言える。移動力の高さを生かし、攻守に渡って他の味方をフォローするような戦い方が求められる。
モンク
該当キャラ=エリナ、サムデラ、ホルクス、サリア
上記該当キャラがメイジ（およびヒーラー）からクラスチェンジする際、ウィザード（およびビショップ）との二択でなることが出来るクラス。
メイジ（ヒーラー）時に取得していた魔法に加え、武道家系独自の魔法も習得していくが、あまり使い勝手は良くないものが多い。
また、元が魔法使い系や聖職者系のためか、戦士系に比べると物理防御力は低く、やや打たれ弱い。
ゴッドハンド
該当キャラ=エリナ、サムデラ、ホルクス、サリア
モンクのさらに上位のクラスで、武道家系の最上級職。
パラメータがモンクの時よりも上昇し、覚える魔法もワンランク上のものになる。
多少の打たれ弱さは残るものの、ある程度前線でも戦えるようにはなっている。

### その他
アッシュ専用の隠しクラスとして、一定の条件を満たすとクラスチェンジ可能な「ヴァンダリアン」が存在する（後述）ほか、敵専用のクラスも存在する。特にボスキャラクターの中には味方側は魔法を使えないはずの弓兵系や重戦士系であっても魔法を使用するボスもいる。

## 用語
ヴァンダルハーツ
古代ブラフ帝国が裁定の炎への対抗策として生み出した破滅の剣。
裁定の炎を相殺しうるほどの強大な力を秘めるが、同時に持つ者の心の闇を増幅させて凶戦士化させてしまうリスクを孕む。
成長する金属で形成されており、持ち手がヴァンダリアンとなるとネオVハーツへ進化する。
裁定の炎
古代ブラフ帝国が生み出した謎の高エネルギーで、強力な負の波動を秘めている。
その力はギルバレス島付近の島々を吹き飛ばすほどの威力で、やがてブラフ帝国滅亡の原因となった。
帝国の滅亡後、救世主トロアによって魔石として結晶化されてギルバレス島の城塞遺跡に封印される事になる。
ドルフとガモーの策略で再びエネルギーとして解放され、世界滅亡のための手段として行使されそうになった。
王家の指輪
トロアが神々より裁定の炎を封ずる手段として授かった指輪。
魔石として封印された裁定の炎を再びエネルギー体に戻す事が出来るとされている。
旧革命戦争で失われていたが、流れ流れてホセの実家であるリズモン商会に渡っていた。
救世主トロア
荒れ狂う裁定の炎を王家の指輪の力で封印し、災いを鎮めた勇者。
その後、彼の子孫が前政権のアッシャー王朝を築いたとされている。
ヴァンダリアン
ノヴァ、アース、マナ、ロゴス、ケイオス、ヘヴンの6つのプリズムを集めた者のみがなれる伝説のクラス。
アッシュ専用のクラスで、専用の装備で身を固め、さらには戦士系でありながら味方どころか敵が使う魔法すら全て使う事が可能である。
このヴァンダリアンになると兜の所為でアッシュの顔が見えなくなる（スタッフ曰く「ヴァンダリアンの装備は全てラージサイズだったから」）。
古の民
かつてサステガリア大陸で栄華を誇った古代ブラフの民。
ヴァンダルハーツや裁定の炎を生み出すほどの高度な魔道技術を持っていたが裁定の炎の暴走により文明は崩壊した。
生き残った者はその技術をほとんど捨て、トルネー山脈の奥でひっそりと暮している。
精鋭部隊クリムゾン
イシュタリア国防長官ヘル・シュバイツが独自に創設した治安維持部隊。
隊員はその名の通り全身を深紅の武装や衣装で覆っており、その人員は戦士から魔道士まであらゆる分野のエリートで構成されている。
ヘルの実子であるケイン・シュバイツを筆頭とするクリムゾンリーダーと呼ばれる複数の幹部が存在している。
前述のとおりヘルの子飼いであり、総隊長がケインという事もあいまって実質上のヘルの私兵といえ、旧貴族相手の弾圧や虐殺が繰り広げられる劇中の有様は紛うことなき死の部隊と呼べるものであった。